# Вулиця Голубовича (Львів)
Ву́лиця Го́лубовича — вулиця у Залізничному районі міста Львова, що починається від вулиці Ярослава Мудрого, але завершується на території автобази, збудованої у радянські часи. Далі вона прямує від вулиці Одеської до вулиці Братів Міхновських та утворює перехрестя з вулицями Марка Вовчка і Головацького. Прилучаються вулиці Сембратовичів та Хотинська.

## Назва
- 1895—1943 роки — вулиця Нємцевіча, на честь польського драматурга, повістяра, поета, мемуариста, громадського та політичного діяча Юліана Урсина Нємцевича.
- 1943—липень 1944 року — Смотрицкіґассе, на честь письменника, церковного та освітнього діяча Речі Посполитої, українського мовознавця Мелетія Смотрицького.
- липень 1944—1946 роки — вулиця Немцевича.
- 1946-1991 роки — вулиця Свердлова, на честь російського радянського політичного та державного діяча Якова Сверлова.
- від 1991 року — вулиця Голубовича, на честь українського галицького державного діяча, Голови Ради державних секретарів ЗУНР Сидора Голубовича[7][8].

## Забудова
В архітектурному ансамблі вулиці Голубовича переважають віденська сецесія, класицизм, конструктивізм, а також є вкраплення радянської забудови 1950-х років та сучасної забудови 2000-х-2010-х років.

### Будинки
№ 26 — триповерхова кам'яниця. В будинку у 1899—1910 роках мешкали доктор філософії, професор Львівського університету Блажей Юрковський (1855—1920), а також інспектор поліції Ґіммель Ейнґорн.
№ 28 — триповерхова кам'яниця на розі з вулицею Марка Вовчка. У 1910-х роках власником будинку був Вольф Бардах. У той час тут мешкали музикант Францішек Мартинович, кравчиня Марія Войтовицька та візничі львівської пошти і маґістрату.
№ 34 — комплекс будівель, що від 1991 року належить Львівській обласній асоціації інвалідів Всеукраїнської організації інвалідів «Союз організацій інвалідів України». 2000 року, організація оформила право колективної власності на ці будівлі. Тоді ж було створено підприємство виробничо-торговельна фірма «Опір» Львівської обласної асоціації інвалідів на базі цілісного майнового комплексу, що знаходиться за цією адресою. Згідно постанови Львівської обласної асоціації інвалідів від 17 березня 2014 року, нежитлові приміщення на вул. Голубовича були безкоштовно передані асоціації, на початку жовтня того ж року були оформлені усі документи на ці приміщення, а наприкінці жовтня асоціація перепродала ці приміщення ТзОВ «Преміум-Буд». 25 січня 2019 року виконавчий комітет ЛМР ухвалив рішення щодо затвердження містобудівних умов та обмежень для проєктування об'єктів будівництва на будівництво ТзОВ «Преміум-Буд» багатоквартирного житлового будинку з вбудовано-прибудованими паркінгами та закладами громадського обслуговування із знесенням існуючих будинків та споруд на вул. Голубовича, 34.
№ 35а — п'ятиповерховий житловий будинок, споруджений у 1980-х роках.
№ 37 — комплекс будівель колишньої фабрики. У 2014—2016 роках будівельною компанією «Екскомбуд» на її місці зведений житловий комплекс «Kvartal Praud» та у 2016 році зданий в експлуатацію. Житловий комплекс складається з чотирьох шести-восьмиповерхових житлових будинків з вбудованими приміщеннями комерційного призначення та паркінгом. У вбудованих приміщеннях містяться медичний центр «Твоя клініка» (відкритий у 2017 році), апарт-готель «BonApart» та офіси низки приватних компаній. 
№ 42 — триповерхова кам'яниця (колишня адреса — вул. Гловацького, 15) на розі з вулицею Якова Головацького. На початку XX століття в будинку містилося молодіжне товариство рукоділля імені Станіслава Монюшка, у 1913 році в будинку мешкав польський актор театру Едвард Шупеляк-Глинський, батько Венчислава Глинського, польського актора театру та кіно. У наріжнику першого поверху будинку від радянських часів працював магазин «Продукти».

### Колишні адреси
- Кам'яниці № 7 та № 9 при колишній вулиці Нємцевіча на початку XX століття були у власності Владислава Цехульського[21][22]. В будинку під № 7 у 1910-х роках містилася фірма Іґнація Мальця з проєктування та будівництва млинів[23]. Нині цих будинків не існує.